# Saint-Laurent-Nouan
Saint-Laurent-Nouan je francouzská obec v departementu Loir-et-Cher v regionu Centre-Val de Loire. V roce 2012 zde žilo 4 268 obyvatel.

## Poloha
Obec leží u hranic departementu Loir-et-Cher a departementem Loiret. Sousední obce jsou: Avaray, Beaugency (Loiret), Courbouzon, Crouy-sur-Cosson, La Ferté-Saint-Cyr, Chambord, Lailly-en-Val (Loiret), Ligny-le-Ribault (Loiret), Muides-sur-Loire, Tavers (Loiret) a Thoury.

## Vývoj počtu obyvatel
Počet obyvatel